# Liste der Kulturdenkmale in Frohburg

Wappen von Frohburg

In der Liste der Kulturdenkmale in Frohburg sind die Kulturdenkmale der sächsischen Stadt Frohburg verzeichnet, die bis Juni 2024 vom Landesamt für Denkmalpflege Sachsen erfasst wurden (ohne archäologische Kulturdenkmale). Die Anmerkungen sind zu beachten.
Diese Aufzählung ist eine Teilmenge der Liste der Kulturdenkmale im Landkreis Leipzig.

## Aufteilung
Wegen der großen Anzahl von Kulturdenkmalen in Frohburg werden die Kulturdenkmale in den Ortsteilen in Teillisten aufgeführt.
- Altmörbitz
- Benndorf
- Bubendorf
- Dolsenhain
- Eckersberg
- Elbisbach
- Eschefeld
- Flößberg
- Frankenhain
- Frauendorf
- Gnandstein
- Greifenhain
- Hopfgarten
- Jahnshain
- Kohren-Sahlis
- Linda
- Meusdorf
- Nenkersdorf
- Pflug
- Prießnitz
- Roda
- Rüdigsdorf
- Schönau
- Streitwald
- Tautenhain
- Terpitz
- Trebishain
- Walditz
- Wüstenhain

## Frohburg
| Bild                                    | Bezeichnung | Lage | Datierung | Beschreibung | ID       |
| --------------------------------------- | --- | --- | --- | --- | -------- |
| Direkt Bild zu diesem Denkmal hochladen | Stadtscheunen | Altenburger Straße (Karte) | Ende 19. Jahrhundert | Ackerbürgerscheunen, sozialhistorisch und stadtgeschichtlich bedeutsam. Bruchstein verputzt. Teilweise gemauerte Bögen. Zum Teil heute (2009) umgebaut. Die an einem Ende stehende Scheune (Flurstück 176/1) abgebrochen, die benachbarte Scheune (Flurstück 179/1) völlig verbaut und daher kein Denkmal mehr. | 08971330 |
| Direkt Bild zu diesem Denkmal hochladen | Neuer Friedhof Frohburg (Sachgesamtheit) | Altenburger Straße (Karte) | 1899 angelegt | Sachgesamtheit Neuer Friedhof Frohburg mit folgenden Einzeldenkmalen: Friedhofskapelle, Haupteingangstor und drei Grabmale (Berthold, Siegfried und Planzen), siehe 09256991, weiterhin der gärtnerisch gestalteten Friedhofsanlage und der Allee von der Altenburger Straße zum Haupteingang; bau- und ortsgeschichtlich von Bedeutung, neoromanische Feierhalle | 09303022 |
| Direkt Bild zu diesem Denkmal hochladen | Friedhofskapelle, Haupteingangstor und drei Grabmale (Berthold, Siegfried und Planzen), Einzeldenkmale der Sachgesamtheit 09303022 | Altenburger Straße (Karte) | 1899 (Feierhalle); um 1920 (Grabmal Siegfried); 1944 (Grabmal Berthold); 1954 (Grabmal Planzen)                                         | Einzeldenkmale der Sachgesamtheit Neuer Friedhof Frohburg; bau- und ortsgeschichtlich von Bedeutung, neoromanische Feierhalle. Friedhof 1899 angelegt, neoromanische Feierhalle (1899) und Grabmale Berthold (1944), Siegfried (um 1920), Planzen (1954). | 09256991 |
| Direkt Bild zu diesem Denkmal hochladen | Wohnhaus in offener Bebauung | Altenburger Straße 3 (Karte)                                                                                                   | Bezeichnet mit 1895 | Freistehendes Wohnhaus auf quadratischem Grundriss, gründerzeitlicher Putzbau, baugeschichtlich von Bedeutung. Doppeltes Gurtgesims, profiliertes Traufgesims, Fenster in der ersten Etage mit Bedachung und Konsolen, Inschrifttafel im ersten Obergeschoss. Heute Evangelisch-Freikirchliche Gemeinde. | 08971328 |
| Weitere Bilder                          | Sogenanntes Steinbrecherhaus, mit Porphyrtuffrelief an der Giebelseite | Am Stadtbad 16 (Karte) | Frühes 19. Jahrhundert | Markanter Putzbau, straßenbildprägende Lage, Relief am Haus zeigt Steinbrecher bei der Arbeit, bau- und ortsgeschichtlich von Bedeutung. Zweigeschossig, mit Eckerker. Relief um 1910: Steinbrecher bei der Arbeit. | 08971284 |
|                                         | Ehemaliges Fischhaus (Einzeldenkmal der Sachgesamtheit 08970429) | An der Mittelmühle (Karte) | 18. Jahrhundert | Einzeldenkmal der Sachgesamtheit Schloss und Rittergut Frohburg; im unter dem Gebäude durchfließenden Mühlgraben zum Teil noch vorhandene Fischkästen, als Bestandteil des Schlossbezirkes bau- und sozialgeschichtlich sowie städtebaulich bedeutsam. Eingeschossig, mit breitem Krüppelwalmdach. | 08971271 |
| Direkt Bild zu diesem Denkmal hochladen | Schlossmühle und Wappen Christof und Catarina von Creuz über dem Eingang der Schlossmühle (Einzeldenkmale der Sachgesamtheit 08970429) | Mühlgasse 1 (Karte) | 19. Jahrhundert, später überformt (Mühle); Ende 16. Jahrhundert (Wappen)                                                                | Einzeldenkmale der Sachgesamtheit Schloss und Rittergut Frohburg; ehemalige Wassermühle, ortsgeschichtlich von Bedeutung. Schild mit vertikalem Streifen, Helm und Federbusch (?), seitlich Rhomben, darüber Namen. Mühle selbst stark verändert, KD. | 08970618 |
| Direkt Bild zu diesem Denkmal hochladen | Ehemaliges Hospital, heute Wohnhaus in geschlossener Bebauung | August-Bebel-Straße 2 (Karte)                                                                                                  | Um 1730 | Barockbau mit Mansarddach und Zwerchhaus, historisch und städtebaulich bedeutsam, drei Geschosse, zwei Gauben, Porphyrtuffgewände, korbbogiger Eingang mit Schlussstein | 08970729 |
| Direkt Bild zu diesem Denkmal hochladen | Turnhalle und Gedenktafel für die Gefallenen des Ersten Weltkrieges am Nebengebäude | August-Bebel-Straße 6 (Karte)                                                                                                  | 1891 (Turnhalle); nach 1918 (Gedenktafel)                                                                                               | Turnhalle interessant gestalteter, gründerzeitlicher Ziegelbau mit Putzgliederungen, bau- und ortsgeschichtlich von Bedeutung, die keramische Gedenktafel stammt von Kurt Feuerriegel | 08971306 |
|                                         | Maxim-Gorki-Schule, ehemalige Bürgerschule | August-Bebel-Straße 32 (Karte)                                                                                                 | 1904 | Bedeutender Schulbau der Jahrhundertwende, mit mehrfarbiger Klinkerfassade und geometrisierenden Putzdekorationen. Viergeschossig, flaches Walmdach, Mittelrisalit mit großen Bogenfenstern im Obergeschoss (Aula), darüber Inschrift „Licht, Liebe, Leben“'. Zwei Eingänge. | 08971333 |
| Weitere Bilder                          | Keramikplastik auf Ziegelsockel (Töpfermädchen) | Bahnhofstraße (Karte) | 1936 | Ortsgeschichtlich und handwerklich-künstlerisch von Bedeutung, Pendant zum Kohrener Töpferbrunnen | 08970607 |
| Weitere Bilder                          | Wohn- und Geschäftshaus, in Ecklage (ehemaliges Postamt und Hotel zur Post) | Bahnhofstraße 1 (Markt 1) (Karte)                                                                                              | 1906 | Repräsentatives Eckhaus, gründerzeitlicher Ziegel-/Putzbau mit bewegter Dachlandschaft, marktplatzbildprägend, im Hofgebäude Schlussstein des ehemaligen Gasthofes „Zu den drei Schwänen“ (Vorgängerbau), ursprüngliches Pendant zur Straße der Freundschaft 2 | 08971285 |
|                                         | Wohnhaus in geschlossener Bebauung und Hofgebäude | Bahnhofstraße 4 (Karte) | Bezeichnet mit 1845 | Stattliches und straßenbildprägendes Gebäude, ehemaliger Ackerbürgerhof mit weitgehend erhaltener, typischer klassizistischer Fassadengliederung der Jahrhundertmitte des 19. Jahrhunderts, Hofgebäude mit Fachwerk-Obergeschoss. Zehnachsiges Gebäude, zwei Geschosse, Satteldach, profilierte Fenstergewände aus Putz, konsolengestütztes Traufgesims. Gurtgesims, Sohlbankgesims. Tore mit Kassetten. Bauinschrift über Eingang mit gerader Bedachung. Traufgesims. Mit originalen Tür- und Torfüllungen, Klappläden im Erdgeschoss. | 08970613 |
| Direkt Bild zu diesem Denkmal hochladen | Mietshaus in geschlossener Bebauung | Bahnhofstraße 5 (Karte) | Um 1880 | Baugeschichtlich von Bedeutung, mit gründerzeitlicher Fassade, originales Türblatt erhalten. Dreigeschossig, genutetes Erdgeschoss, Fenster mit Bedachungen, flache Rahmung anscheinend um 1900. | 08970937 |
| Direkt Bild zu diesem Denkmal hochladen | Wohnhaus in geschlossener Bebauung | Bahnhofstraße 18 (Karte) | Bezeichnet mit 1735 | Kleines, nur dreiachsiges Wohnhaus mit Segmentbogenportal, Bestandteil der ältesten Straßenbebauung. Eingang mit datiertem Schlussstein von 1735, Porphyrtuffgewände überstrichen, Erdgeschossfenster vergrößert. | 08971119 |
| Direkt Bild zu diesem Denkmal hochladen | Mühle und Nebengebäude über winkelförmigem Grundriss (Bornsche Mühle) | Bahnhofstraße 21 (Karte) | Im Kern 1681 (Mühle); bezeichnet mit 1787 (Wohnstallhaus); um 1810 (Mühle)                                                              | Ehemalige Schneide-, Mahl- und Lohmühle, alle Gebäude mit Fachwerk-Obergeschossen, in städtebaulich reizvoller Situation am Eingang zur Altstadt, Mühlengebäude prägend durch breiten Straßengiebel, ortsgeschichtlich von Bedeutung. Mahlwerk am Mühlgraben nicht erhalten, erbaut als Wohnstallhaus (?), Fachwerkhaus, Nebengebäude mit Stall, Wohnstallhaus mit zwei korbbogigen Eingängen, Porphyrtuff, mit Schlusssteinen (einer bezeichnet mit „AH (?) 1782“), Mahl- und Sägemühle, ehemals Wasserantrieb, später Elektroantrieb. Mühlgraben verfüllt, Wehr abgebrochen (2015). | 08970530 |
| Weitere Bilder                          | Postmeilensäule | Bahnhofstraße 21 (vor) (Karte)                                                                                                 | Vor 2022 (Kopie), Original bezeichnet mit 1727                                                                                          | Kursächsische Postmeilensäulen (Sachgesamtheit), Kopie einer Distanzsäule, verkehrsgeschichtlich von Bedeutung. Aus Hilbersdorfer Porphyrtuff, in der typischen Form (mit Entfernungsangaben beschrifteter) Obelisk auf Sockel, mit je zwei polnischen und Kurwappen sowie „AR“-Monogramm und Posthornzeichen, Die aus Porphyrtuff gefertigte Säule stand ursprünglich am Markt an der alten Poststraße zwischen Borna-Chemnitz. Sie wurde 1900 und schließlich 1919 an die Bornsche Mühle umgesetzt. Dabei entstanden Schäden am Sockel, so dass dieser erneuert werden musste. 1918 wurde auch der Schriftteil erneuert und dabei auf der Südseite 15 Ortsangaben weggelassen und gegen eine Erinnerungsinschrift anlässlich eines Besuchs des sächsischen Königs Friedrich August ausgetauscht. 1878 wurden bereits die Ortsangaben an der Nordseite durch eine Inschrift an das silberne Ehejübiläum des Königspaars Albert und Carola angebracht. 1932 wurde die Säule neu beschriftet und die Säule restauriert. 1962 Säule von Steinmetzmeister Winzer (Bad Lausick) nochmals restauriert. | 08971329 |
| Direkt Bild zu diesem Denkmal hochladen | Wohn- und Geschäftshaus, ehemalige Buchdruckerei, mit Keramikrelief an der Fassade | Bahnhofstraße 26 (Karte) | Um 1926 (Wohn- und Geschäftshaus); 1937 (Relief)                                                                                        | Sachlicher Putzbau mit Klinkergliederung und Gutenberg-Relief (farbig glasierte Keramik von Kurt Feuerriegel, 1937), markanter Bau der 1920/1930er Jahre, straßenbildprägend. Drei Geschosse, vorspringender Erker mit Dekor (Sphingen, Keramik oder Stuck?). Klinker-Lisenen und -Gesimsgurt. Erbaut als Wohn- und Geschäftshaus für Buchdruckerei, Wirtschaftsanzeiger und Tageblatt. | 08970524 |
| Direkt Bild zu diesem Denkmal hochladen | Ehemaliges Bankgebäude in Ecklage | Bahnhofstraße 28 (Karte) | 1915 | Eckhaus in städtebaulich markanter Lage, im Reformstil der Zeit um 1910, mit Keramik-Innenausstattung. Mit Eckerker, Stuckreliefs (Hansekogge, Hermes). Keramik-Ausstattung im Flur, wahrscheinlich Feuerriegel-Werkstatt. | 08970128 |
|                                         | Gasthof Grüne Aue in Ecklage | Bahnhofstraße 30 (Karte) | 1. Hälfte 19. Jahrhundert | Alter Gasthof und Ausspanne am Eingang zur Altstadt und gegenüber der Mühle, städtebaulich prägend. Zwei Geschosse, Krüppelwalmdach, Fenstergewände aus Porphyrtuff, originale Holztüren. | 08970962 |
|                                         | Villa | Bahnhofstraße 37 (Karte) | Um 1910 | Im Landhausstil, malerischer Villenbau des Reformstils mit reich gegliederter Fassade und Dachlandschaft, weitgehend original erhalten. Fachwerk im Obergeschoss, originale Fenster mit Klappläden, Abbruchgenehmigung von 2005 war 2009 noch nicht vollzogen. | 08971289 |
|                                         | Villa Altmann | Bahnhofstraße 42 (Karte) | Um 1880 | Gründerzeitgebäude in spätklassizistischen und neorenaissancistischen Bauformen mit reichem Bauschmuck und schmiedeeisernem, von Säulen getragenem Balkon. Putz und Fenster original. | 08971290 |
| Direkt Bild zu diesem Denkmal hochladen | Villa Schmitt mit Villengarten und Toreinfahrt | Bahnhofstraße 46 (Karte) | Um 1912 | Repräsentative spätgründerzeitliche Villa mit parkähnlichem Garten, monumentale Torpfosten der Einfahrt. Massiver Putzbau auf quadratischem Grundriss, französisches Dach, Lisenen, reicher Bauschmuck (Kapitelle, Festons über den Fenstern), halbrunder Eingangsvorbau (ursprünglich darauf Statue). Ehemalige Villa des Tuchfabrikanten Schmitt. | 08971303 |
| Direkt Bild zu diesem Denkmal hochladen | Villa | Bahnhofstraße 57 (Karte) | Um 1890 | Schlichter, jedoch klar gegliederter, gründerzeitlicher Villenbau, originaler Bestandteil der Villenbebauung der Bahnhofstraße. Zweieinhalbgeschossig mit straßenseitigem Mittelrisalit. Gurtgesimse, Fenster mit einfachen Rahmungen, überstehendes Dach mit Knaggen. | 08971287 |
| Direkt Bild zu diesem Denkmal hochladen | Mendelssohn-Villa mit Remise, Villengarten und Einfriedung | Bahnhofstraße 59 (Karte) | Um 1897 | Gründerzeitgebäude im Landhausstil, mit parkartigem Garten und originaler Einfriedung mit Eisenzaun. Baukörper mit bewegtem Umriss und reich bewegter Dachlandschaft, mit Erker, vorkragendem Dach, im Giebel mit Freigespärre. Putzbau mit Eckquaderung, Sockel Ziegel bzw. Quaderstein. Dachreiter mit offener Laterne. Eingang in Holzveranda an Rückseite: Fenster überwiegend original. Einfriedung: Eisenzaun auf Steinsockel, Torpfosten (Tor entfernt). Park als Gartendenkmal. | 08971137 |
| Direkt Bild zu diesem Denkmal hochladen | Villa mit Einfriedung | Bahnhofstraße 64 (Karte) | Um 1890 | Gründerzeitliche Fabrikantenvilla, ursprünglich repräsentativer Teil der Villenbebauung der Bahnhofstraße. Ursprünglich Firma Fischer, Mühle Zwenkau. Ziegel-Putzbau, Erkervorbau, flaches Walmdach. | 08971286 |
| Direkt Bild zu diesem Denkmal hochladen | Villa | Bahnhofstraße 71 (Karte) | Um 1875 | Frei stehendes villenartiges Wohnhaus mit reichem gründerzeitlichen Baudekor, Teile der originalen eisernen Einfriedung erhalten. Mittelrisalit mit Zwerchhaus, Gesims, Fenstergewände und -Bedachungen aus Porphyrtuff. Eiserne Einfriedung des Vorgartens war teilweise erhalten, vor 2009 abgebrochen. | 08971304 |
|                                         | Ehemalige Schlossbrauerei (Einzeldenkmal der Sachgesamtheit 08970429) | Brauhausgasse 10 (Karte) | 1734 Dendro (Speichergebäude II); 1740 Dendro (Wohngebäude)                                                                             | Einzeldenkmal der Sachgesamtheit Schloss und Rittergut Frohburg; langgestrecktes zweigeschossiges Gebäude mit hohem Satteldach und Schleppgauben, prägender Bestandteil des alten Schlossbezirks Fenster- und Türgewände mit Porphyrtuff, steiles Satteldach mit Gaupen, Keller, dort doppelte Türen. 1761 erwähnt, Eigentum der Familie Krug von Nidda, 1876 Rittergutsbrauerei Pächter Scheibe, 1880 Rittergutsbrauerei Pächter Ferdinand Kropp, 1890 Rittergutsbrauerei Pächter O.Teichmann, 1904 Rittergutsbrauerei Pächter Richard Tietze, 1920 Schlossbrauerei Pächter Carl Leusche, nach 1945 Enteignung, Übernahme in Volkseigentum, ab 1990 Nutzung der Agrargenossenschaft Frohburg, Nutzung durch Schule Frohburg, 2007–2009 Sanierung, Nutzung als Bibliothek. | 08970795 |
| Direkt Bild zu diesem Denkmal hochladen | Wohnhaus in halboffener Bebauung | Brauhausgasse 17 (Karte) | Anfang 19. Jahrhundert | Letztes Haus im Straßenzug mit annähernd authentischer, schlichter biedermeierlicher Fassade. Zweigeschossig, geschlossene Bebauung. | 08970550 |
| Direkt Bild zu diesem Denkmal hochladen | Wohnhaus in Ecklage | Brückengasse 1 (Karte) | Um 1885 | Gründerzeithaus mit reich dekorierter Fassade, städtebaulich wichtige Lage nahe dem Markt. Erdgeschoss Putzquaderung, korbbogige Fenster, Obergeschoss Ziegel mit reicher Putzdekoration. Französisches Dach. | 08970554 |
| Direkt Bild zu diesem Denkmal hochladen | Amtsgericht Frohburg | Dr.-Zamenhof-Straße 13 (Karte)                                                                                                 | Um 1856 | Stattlicher, straßenbildprägender Bau aus der Mitte des 19. Jahrhunderts, ortsgeschichtlich von Bedeutung. Zwei Geschosse, Bruchsteinmauerwerk, Fenstergewände aus Sandstein, flacher Mittelrisalit, hier ursprünglich Portal mit gerader Bedachung (heute Fenster), profiliertes Gurtband, Satteldach, neun Achsen, Zustimmung Dachstuhlerneuerung. | 08970758 |
| Weitere Bilder                          | Empfangsgebäude (mit zwei Keramikreliefs) | Eisenbahnstraße 70 (Karte) | 1872 | Typenbau der um 1872 ausgebauten Bahnstrecke Neukieritzsch–Chemnitz (6385; sä. KC), am Empfangsgebäude zwei Keramikreliefs von Feuerriegel, orts-, bau- und verkehrsgeschichtlich von Bedeutung. - Empfangsgebäude: Typenbau Flügelbau 2,5-stöckig und Mittelbau einstöckig und Flügelbau 2,5-stöckig mit flachen Satteldächern und Giebel zum Bahnhofsvorplatz, Eingangshalle mit Bogenstellung der Fenster im Erdgeschoss, darüber Mezzaningeschoss, kleiner Uhrengiebel in der Mitte über dem Eingang, Fenstergewände überstrichener Porphyrtuff, profiliert und in Bogenstellung, Fenster- und Gebäudegliederung annähernd original erhalten - Nebengebäude (Abbruch vor 2014): in Giebelstellung zum Bahnhofsvorplatz mit ehemaliger Remise | 08971273 |
| Weitere Bilder                          | Schloss und Rittergut Frohburg (Sachgesamtheit) | Florian-Geyer-Straße 1, 2, 3, 3a, 3b, 3c, 4, 5, 6, 7, 8, 9, 9b, 10 (Brauhausgasse 10; Mühlgasse 1; Teichgasse 4, 6, 8) (Karte) | 1. Viertel 19. Jahrhundert | Sachgesamtheit Schloss und Rittergut Frohburg, mit folgenden Einzeldenkmalen: Schloss (Florian-Geyer-Straße 1, 08971209), Schlosspark (Gartendenkmal) mit Grabmal der Familie Krug von Nidda, Wasserbecken, klassizistischem Tempel, Grotte, Steinbank, Felsenkeller und Fundamenten ehemaliger Parkbauten sowie Einfriedungsmauer mit Toreinfahrt, weiterhin ehemaliges Gutshaus des Rittergutes (Florian-Geyer-Straße 5, 08970526) und den Sachgesamtheitsteilen: Wirtschaftshof des Rittergutes (Florian-Geyer-Straße 2–10), weiterhin sogenannte Alte Farbe, die ehemalige Färberei und Blaudruckerei (Teichgasse 4, 08970545), ehemalige Schlossbrauerei (Brauhausgasse 10, 08970795), Schlossmühle (An der Mittelmühle 1, ehemals Mühlgasse 1, 08970618) und ehemaliges Fischhaus (An der Mittelmühle, ehemals Mühlgasse, 08971271); baugeschichtlich, ortsgeschichtlich und künstlerisch von Bedeutung, Schloss schlichter Vierflügelbau um unregelmäßigen Innenhof, auf älteren Grundmauern im 16. Jahrhundert neu errichtet, wertvoller Schlosspark mit zahlreichen Parkbauten, das Gutshaus des Rittergutes ein hoher markanter Barockbau mit Mansarddach und Gauben, weitere prägende Bauten des Schlossbezirks. Park am ansteigenden Westufer der Wyhra, Tempel ruinös, mit Kamin und Resten von Ausmalung. | 08970429 |
| Weitere Bilder                          | Schlossanlage, weiterhin Grabmal der Familie Krug von Nidda, Wasserbecken, klassizistischer Tempel, Grotte, Steinbank, Felsenkeller und Fundamente ehemaliger Parkbauten im Schlosspark sowie dessen Einfriedungsmauer mit Toreinfahrt (Einzeldenkmale der Sachgesamtheit 08970429) | Florian-Geyer-Straße 1 (Karte)                                                                                                 | 1544–1555 (Schloss); Anfang 19. Jahrhundert (Tempel und Bergkeller); um 1905 (Grabmal)                                                  | Einzeldenkmale der Sachgesamtheit Schloss und Rittergut Frohburg; baugeschichtlich, ortsgeschichtlich und künstlerisch von Bedeutung, Schloss schlichter Vierflügelbau um unregelmäßigen Innenhof, auf älteren Grundmauern im 16. Jahrhundert neu errichtet, wertvoller Schlosspark mit zahlreichen Parkbauten. Rittersitz 1199 genannt, weitere Veränderungen Anfang 18. und Anfang 19. Jahrhundert (klassizistische Ausstattung mehrerer Räume der ersten Etage, erhalten: Steinsaal mit Ausmalung und Wandgemälde von C. L. Kaaz und Bildersaal mit Kassettendecke), 2005 in Sanierung Grabmal der Familie Krug von Nidda. Lage: auf Steilufer am Rande des Schlossparks. Gemauerte Ädikula mit qualitätvollem Kreuzigungsrelief in glasierter Keramik. Rahmung mit gedrehten Säulen, im Giebelfeld Wappen. Bruchsteinsockel, Tafeln entfernt. Daneben Reste von Porphyrtuff-Ruhebänken. | 08971209 |
| Weitere Bilder                          | Ehemaliges Gutshaus des Rittergutes (Einzeldenkmal der Sachgesamtheit 08970429) | Florian-Geyer-Straße 5 (Karte)                                                                                                 | 18. Jahrhundert | Einzeldenkmal der Sachgesamtheit Schloss und Rittergut Frohburg; hoher markanter Barockbau mit Mansarddach und Gauben, als letztes annähernd authentisch erhaltenes Zeugnis der ehemals geschlossenen Gutsanlage ortsgeschichtlich bedeutsam, zugleich durch erhöhte Lage (alter Burgwall) städtebaulich prägend. Dreigeschossiger Bau mit hohem abgewalmtem Mansarddach. stehende halbrund abschließende Dachgauben. Hofseitiger Eingang und teilweise Fenster verändert. Vestibül anscheinend mit Kreuzgratgewölbe, profilierte Traufe. Rückseite nach dem Teich mit Hintereingang weitgehend unverändert. Anstoßende ehemalige Wirtschaftsgebäude mehr oder weniger stark verändert bzw. abgebrochen (Südseite ursprünglich mit barockem Taubenhaus). Von außen (Westseite) Eindruck einer Wehranlage, da auf erhöhtem Terrain angelegt, davor Teiche. | 08970526 |
| Direkt Bild zu diesem Denkmal hochladen | Wohnhaus in halboffener Bebauung | Greifenhainer Straße 10 (Karte)                                                                                                | Um 1895 | Gründerzeitliches Wohnhaus mit neobarocken Fenstergewänden, baugeschichtlich von Bedeutung. Ziegelbau, Putzquaderung, Fensterrahmungen und Gurtgesimse geputzt, Zwerchhaus. | 08971279 |
| Direkt Bild zu diesem Denkmal hochladen | Villa | Greifenhainer Straße 13 (Karte)                                                                                                | Um 1885 | Gründerzeitlicher Ziegelbau mit Putzquaderung und Putzfaschen an den Fenstern, baugeschichtlich von Bedeutung. Angedeuteter Mittelrisalit mit Zwerchhaus, Fenster alle verändert. | 08971280 |
| Direkt Bild zu diesem Denkmal hochladen | Wohnhaus in geschlossener Bebauung | Hermann-Krause-Straße 11 (Karte)                                                                                               | Hintereingang bezeichnet mit 1761; Straßenportal bezeichnet mit 1808                                                                    | Schlichtes Wohnhaus mit erhaltenem Fassadentypus der Zeit um 1800, schönes Segmentbogenportal. Schlichtes, zweigeschossiges Wohnhaus, Porphyrtuffgewände, Portal mit Schlussstein datiert 1808, Holztüren original. | 08970744 |
| Direkt Bild zu diesem Denkmal hochladen | Wohnhaus in offener Bebauung | Karlsgasse 5 (Karte) | Um 1800 | Kleines Wohnhaus mit unregelmäßiger Grundriss- und Dachform, Fachwerk-Obergeschoss mit sehr kleinen Fenstern, singulär, kultur- und sozialgeschichtlich bedeutsam | 08971024 |
| Weitere Bilder                          | Evangelische Stadtkirche St. Michael mit Ausstattung und Kirchplatz | Kirchplatz (Karte) | 1426 (Kirche); 1. Hälfte 15. Jahrhundert (Taufe); 17. Jahrhundert (Kruzifix); wohl 1685 (Orgelprospekt); Ende 18. Jahrhundert (Gemälde) | Dreischiffige gotische Hallenkirche mit quadratischem Westturm, baugeschichtlich, kunstgeschichtlich, städtebaulich und ortsbildprägend von Bedeutung. Nach Brand 1670 erneuert, 1877 umfassende Renovierung, Kirchhof 1898 aufgelassen. | 08970124 |
|                                         | Pfarrhaus | Kirchplatz 1 (Karte) | Bezeichnet mit 1657 | Ortsgeschichtlich, platzbildprägend und baugeschichtlich von Bedeutung, stattlicher Fachwerkbau (Thüringer-Leiter-Fachwerk), im Kern aus der Renaissancezeit, mit Porphyrtuff-Sitznischenportal. Erdgeschoss massiv, Obergeschoss Fachwerk, Krüppelwalmdach, Portal bezeichnet mit 1657 mit Beschlagwerkornament und Rosetten. Haus erneuert 1725. | 08970548 |
| Direkt Bild zu diesem Denkmal hochladen | Wohnhaus in geschlossener Bebauung | Kirchplatz 5 (Karte) | 1. Hälfte 19. Jahrhundert | Baugeschichtlich von Bedeutung, mit Segmentbogenportal, Bestandteil der alten Bebauung des Kirchplatzes. Zweigeschossiges Wohnhaus mit langgestreckter, neunachsiger Fassade. Satteldach, einfache Porphyrtuffgewände, Eingang korbbogig mit Schlussstein. Fassadenbrechung nach der dritten Achse (ursprünglich zwei Häuser?). | 08971123 |
| Direkt Bild zu diesem Denkmal hochladen | Wohnhaus in geschlossener Bebauung | Kirchplatz 6 (Karte) | Mitte 19. Jahrhundert | Baugeschichtlich von Bedeutung, mit weitgehend authentischer Fassadengliederung der Jahrhundertmitte des 19. Jahrhunderts, prägender baulicher Bestandteil des Kirchplatzes. Zweigeschossiges Wohnhaus, profilierte Fenstergewände in Putz, profilierte Gesimse, Klappläden im Erdgeschoss. | 08970821 |
| Weitere Bilder                          | Centaurenbrunnen | Markt (Karte) | 1899 | Ortsbildprägend und künstlerisch von Bedeutung, oktogonales Sandsteinbecken, Sockel mit Bronzemasken, Wasserschale, darüber Bronzegruppe: Centaur, schlangenartiges Ungeheuer erschlagend | 08971297 |
| Weitere Bilder                          | Wohn- und Geschäftshaus, in Ecklage | Markt 1 (Bahnhofstraße 1) (Karte)                                                                                              | 1906 | Repräsentatives Eckhaus, gründerzeitlicher Ziegel-/Putzbau mit bewegter Dachlandschaft, marktplatzbildprägend, im Hofgebäude Schlussstein des ehemaligen Gasthofes „Zu den drei Schwänen“ (Vorgängerbau), ursprüngliches Pendant zur Straße der Freundschaft 2 | 08971285 |
|                                         | Ehemaliges Ackerbürgerhaus in geschlossener Bebauung | Markt 2 (Karte) | Um 1820 | Baugeschichtlich, ortsbildprägend und sozialgeschichtlich von Bedeutung. Schlichter Bau, korbbogige Tordurchfahrt und Hauseingang mit Porphyrtuffrahmung und Schlussstein, zwei Reihen stehende Gauben im Dach. | 08971302 |
| Weitere Bilder                          | Ehemaliges Ackerbürgerhaus in geschlossener Bebauung | Markt 5 (Karte) | Um 1860 | Schlichter Putzbau mit erhaltener spätklassizistischer Fassadengestaltung, originaler Haustür und Tordurchfahrt, baugeschichtlich, ortsbildprägend und sozialgeschichtlich von Bedeutung. Bei dem Gebäude, in der jetzigen Form um 1840 errichtet, im Kern möglicherweise älter, handelt es sich um ein ehemaliges Ackerbürgerhaus, das Teil der stadtbildprägenden Marktbebauung ist. Zweigeschossiger, breitgelagerter Putzbau mit Gurtgesims und hohem Satteldach, dieses mit zwei Reihen stehender Gauben. Traufzone mit Konsolen, dazwischen Medaillons. Fenster und Türen mit profilierten Sandsteingewänden. Türen mit Kassettenfüllungen, darin Medaillons. Zeugnis der lokalen Bau- und Lebensweise in vorindustrieller Zeit, die durch Handwerk und Ackerbürgertum geprägt war. Das Gebäude vertritt einen für sächsische Kleinstädte charakteristischen Haustyp. | 08971276 |
|                                         | Wohnhaus in Ecklage | Markt 8 (Karte) | Vermutlich 16. Jahrhundert | Schlichter Bau, am südlichen Ende des Marktes gelegen, städtebaulich wichtiger Bestandteil der wohl aus dem 16. Jahrhundert stammenden Platzbegrenzung, platzbildprägender Putzbau mit steilem Satteldach, baugeschichtlich von Bedeutung. Zwei Geschosse, steiles Satteldach, zwei stehende Dachfenster, vermutlich Lehm-Fachwerk-Bau. | 08971309 |
| Direkt Bild zu diesem Denkmal hochladen | Wohnhaus in Ecklage | Markt 9 (Karte) | 18. Jahrhundert | Baugeschichtlich und städtebaulich von Bedeutung, Eckhaus zur Brückengasse, stattliches neunachsiges Gebäude mit hohem abgewalmtem Mansarddach, platzbildprägend mit hohem Giebel zum Markt. Fenster und Türen mit Porphyrtuffrahmung, stehende Gauben im unteren Dachteil, Fledermausgauben im oberen Teil entfernt. Ehemaliges Kräutergewölbe, später Drogerie. | 08971299 |
| Direkt Bild zu diesem Denkmal hochladen | Zwei winkelförmig aneinandergebaute Hofgebäude und Hauszeichen am Vorderhaus (Wohnhaus am Markt kein Denkmal) | Markt 11 (Karte) | 19. Jahrhundert (Nebengebäude); bezeichnet mit 1844 (Hauszeichen)                                                                       | Baugeschichtlich interessant, Hofgebäude mit Fachwerk-Obergeschossen, Bäcker-Zunftzeichen von 1844 am Vorderhaus. Vorderhaus im Kern barock, mit steilem Mansarddach, nach Sanierung kein Denkmalcharakter mehr. | 08971300 |
|                                         | Ehemaliges Ackerbürgerhaus in geschlossener Bebauung | Markt 12 (Karte) | 18. Jahrhundert | Bau-, sozial- und ortsgeschichtlich von Bedeutung, Tordurchfahrt und Fenstergewände mit Porphyrtuffrahmung, ursprünglich Stadtbrauerei und Restaurant „Zum Brauhof“. Toreinfahrt im Schlussstein datiert mit 1940. Um diese Zeit Einfahrt aus der Mitte in die Seitenachse verlegt. Zwerchhaus ursprünglich mit Giebelabschluss, zweifenstrig. Oberer Dachteil mit Fledermausgauben. | 08971298 |
| Weitere Bilder                          | Rathaus in geschlossener Bebauung mit Hofgebäude | Markt 13 (Karte) | Bezeichnet mit 1887 | Repräsentativer Gründerzeitbau, im Stil der Neorenaissance, baugeschichtlich und ortsbildprägend von Bedeutung. Ziegel/Putzbau, dreigeschossig, jedoch angrenzende Wohnbauten überragend. Mit Dachreiter, Uhr im Zwerchhaus. Historismusbau im Stil der holländischen Renaissance. | 08971296 |
| Direkt Bild zu diesem Denkmal hochladen | Mietshaus in geschlossener Bebauung | Markt 14 (Karte) | Um 1885 | Baugeschichtlich von Bedeutung, gründerzeitliche Fassadengliederung über wahrscheinlich älterem Kern. Drei Geschosse, vier Achsen, Erdgeschoss genutet, Fenster der Beletage mit Konsolen und Giebeln betont, die Ecken durch kannelierte Pilaster begrenzt, drei profilierte Gurtgesimse. | 08971295 |
|                                         | Wohnhaus in geschlossener Bebauung | Markt 15 (Karte) | Um 1830 | Baugeschichtlich von Bedeutung, schlichtes zweigeschossiges Wohnhaus mit Zwerchhaus im Mansarddach, Originalcharakter des Biedermeierhauses im Obergeschoss erhalten. Putzbau, sieben Achsen, Erdgeschoss Schaufenstereinbauten älteren Datums, drei Gurtgesimse, Fenster und Türen mit Porphyrtuffrahmung (überstrichen), am Zwerchhaus die Doppelsäule mit Kannelierungen, Fenster original. Erdgeschosszone durch Ladeneinbau verändert. | 08971294 |
|                                         | Mietshaus in geschlossener Bebauung | Markt 16 (Karte) | 1892 | Baugeschichtlich und platzbildprägend von Bedeutung, gründerzeitliches Wohnhaus mit reich geschmückter Ziegel-/Putzfassade. Dreigeschossig, übergiebelter Mittelrisalit mit Stuck im Giebelfeld. Erdgeschoss Putz, genutet, Obergeschosse Ziegel mit Putzgliederungen, mit Laden (Apotheke). | 08971293 |
| Weitere Bilder                          | Gasthof Roter Hirsch in Ecklage, mit Saalanbau zur Straße der Freundschaft | Markt 19 (Karte) | 2. Hälfte 17. Jahrhundert, spätere Umbauten                                                                                             | Bau- und ortsgeschichtlich von Bedeutung, den Platz beherrschendes Barockgebäude mit hohem Mansarddach und hübschem Segmentbogenportal, Saalanbau des späten 19. Jahrhunderts. Zehnachsig, Porphyrtuffgewände, Tür mit springendem Hirsch und Nummer 179 im Schlussstein. Putzgliederung (Eckquaderung, Putzspiegel, Gesims). Stehende Gauben im unteren Dachteil, Fledermausgauben im oberen Teil entfernt. Ursprünglich rundbogige Toreinfahrt. 1690 bereits als Gasthof genannt. | 08971292 |
| Direkt Bild zu diesem Denkmal hochladen | Alter Friedhof Frohburg (Sachgesamtheit) | Peniger Straße (Karte) | 1806 angelegt | Sachgesamtheit Alter Friedhof Frohburg, mit folgenden Einzeldenkmalen: Portal, alte Friedhofsmauer mit eingefügten Tafeln und Denkmal für die Gefallenen des Ersten Weltkrieges (08971326); ortsgeschichtlich und künstlerisch von Bedeutung, Kriegerdenkmal mit hoher Keramiksäule im Zentrum, darum zwei Reihen Keramikplatten mit Namen der Gefallenen. Friedhof 1806 durch Ernst von Blümnler angelegt. Nur noch vereinzelte Grabsteine und Tafeln in der Friedhofsmauer. Denkmal: Rondell mit hoher Keramiksäule im Zentrum, darum zwei Reihen Keramikplatten mit Namen der Gefallenen. | 09303023 |
| Direkt Bild zu diesem Denkmal hochladen | Portal, alte Friedhofsmauer mit eingefügten Tafeln und Denkmal für die Gefallenen des Ersten Weltkrieges (Einzeldenkmale der Sachgesamtheit 09303023) | Peniger Straße (Karte) | 1806 (Friedhofsportal); 1928 (Kriegerdenkmal)                                                                                           | Einzeldenkmale der Sachgesamtheit Alter Friedhof Frohburg; ortsgeschichtlich und künstlerisch von Bedeutung, Kriegerdenkmal mit hoher Keramiksäule im Zentrum, darum zwei Reihen Keramikplatten mit Namen der Gefallenen. Friedhof 1806 durch Ernst Blümmler angelegt. Nur noch vereinzelte Grabsteine und Tafeln in der Friedhofsmauer. Denkmal: Rondell mit hoher Keramiksäule im Zentrum, darum zwei Reihen Keramikplatten mit Namen der Gefallenen. | 08971326 |
| Direkt Bild zu diesem Denkmal hochladen | Wohnhaus in offener Bebauung, ehemalige Buchdruckerei | Schlossergasse 8 (Karte) | Um 1850 | Typischer Bau der Jahrhundertmitte des 19. Jahrhunderts, interessante Giebelgestaltung mit Drillingsfenster, baugeschichtlich und geschichtlich von Bedeutung, Geburtshaus des Politikers Otto Nuschke (1883–1957). Sieben Achsen, Erdgeschoss mittlere Achse durch Bedachung hervorgehoben, ursprünglich hier Inschrifttafel (Hinweis auf Geburtshaus Otto Nuschkes ?).Giebel mit Krüppelwalm, darunter Drillingsfenster. | 08971312 |
| Direkt Bild zu diesem Denkmal hochladen | Wohnhaus in Ecklage | Straße der Freundschaft 2 (Karte)                                                                                              | 18. Jahrhundert | Dreigeschossiges Wohnhaus mit steilem Mansarddach und barocken Gauben, Giebel zum Markt platzbeherrschend, neben Markt 9 letztes der ehemals drei hohen Eckbauten am Markt, städtebaulich bedeutsam. Substanz vielleicht 16. Jahrhundert Erdgeschoss durch Läden verändert einfache Porphyrtuffgewände. Siehe Vorgängerbau des Hotels zur Post, ähnliches Gebäude: Gasthof zum Schwan. | 08970898 |
| Direkt Bild zu diesem Denkmal hochladen | Wohnhaus in Ecklage | Straße der Freundschaft 10 (Karte)                                                                                             | Im Kern 18. Jahrhundert | Baugeschichtlich von Bedeutung, straßenbildprägendes Gebäude, mit Krüppelwalmdach und Zwerchhaus, Fassade mit Putzgliederung um 1910. Zwei Geschosse, Obergeschoss überputztes Fachwerk. | 08970927 |
| Direkt Bild zu diesem Denkmal hochladen | Wohnhaus in geschlossener Bebauung | Straße der Freundschaft 12a (Karte)                                                                                            | Bezeichnet mit 1722 | Baugeschichtlich von Bedeutung, langgestrecktes zweigeschossiges Wohnhaus mit Satteldach, im Erdgeschoss Sandsteinkartusche mit Bauinschrift von 1722 eingemauert. Wohl Anfang 19. Jahrhundert umgebaut, Tür mit Porphyrtuffrahmung und gerader Bedachung, daneben Schaufenster Anfang 20. Jahrhundert, Inschrift „Wer Gott fürchtet, dem bauet er Häuser“', bezeichnet mit 1722. | 08970476 |
| Direkt Bild zu diesem Denkmal hochladen | Wohnhaus in Ecklage | Straße der Freundschaft 16 (Karte)                                                                                             | 18. Jahrhundert | Baugeschichtlich von Bedeutung, zweigeschossiges Wohnhaus Ecke Brauhausgasse, mit charakteristischem barockem Mansarddach und Segmentbogenportal mit Schlussstein. Zwei Geschosse, Porphyrtuffgewände, Dach einseitig abgewalmt. | 08971249 |
| Direkt Bild zu diesem Denkmal hochladen | Wohnhaus in geschlossener Bebauung | Straße der Freundschaft 22 (Karte)                                                                                             | 18. Jahrhundert | Baugeschichtlich von Bedeutung, mit barockem Mansarddach und stehenden Gauben, Segmentbogenportal mit Schlussstein, Tür um 1830. Barockbau, Gauben, Fassade und Tür frühes 19. Jahrhundert. | 08971246 |
| Direkt Bild zu diesem Denkmal hochladen | Hofgebäude (Wohnhaus an der Straße kein Denkmal) | Straße der Freundschaft 28 (Karte)                                                                                             | Anfang 19. Jahrhundert | Baugeschichtlich von Bedeutung, mit Fachwerk-Obergeschoss. Vordergebäude Ecke Karlsgasse total verändert, Substanz um 1800 oder älter, kein Denkmal. | 08970610 |
| Direkt Bild zu diesem Denkmal hochladen | Wohnhaus in Ecklage | Straße der Freundschaft 30 (Karte)                                                                                             | Um 1860 | Zweigeschossiges gründerzeitliches Wohnhaus Ecke Karlsgasse, mit original erhaltenen Putzgliederungen und originaler Tür, baugeschichtlich von Bedeutung. Erdgeschoss rötlicher Porphyrtuff, genutet, Obergeschoss heller Putz mit Putzspiegeln und profilierten Fenstergewänden in Porphyrtuff, Gurt- und Schlussgesims. Neuerer Dachaufbau. | 08970020 |
| Direkt Bild zu diesem Denkmal hochladen | Ehemaliges Chausseehaus, heute Wohnhaus | Straße der Freundschaft 39 (Karte)                                                                                             | Um 1830 | Baugeschichtlich und geschichtlich von Bedeutung, bemerkenswerter Bau in spätklassizistischen Formen, originales Türblatt um 1830. Zwei Geschosse, Walmdach mit stehenden Gauben, angedeuteter Mittelrisalit, überdachtes Portal mit originaler Holztür, an der Rückseite Obergeschoss von schlanken Sandsteinsäulen getragen. Nach Sanierung Holzbalkon und Holzsäulen. Anfangs Chausseehaus, später Zigarrenfabrik. | 08970609 |
| Weitere Bilder                          | Ehemaliges Königlich-sächsisches Amtsgericht Frohburg mit ehemaligem Gefängnis, Toreinfahrt und Einfriedung, heute Mietshäuser | Straße der Freundschaft 41 (Karte)                                                                                             | 1894 | Beide Gebäude mit Klinkerfassade in historistischen Formen, Naturstein- und Klinkergliederungen, schmiedeeiserne Toranlage mit Natursteinpfosten, Zeugnis der Entwicklung der sächsischen Gerichtsbarkeit, landes-, orts- und baugeschichtlich von Bedeutung. Dreigeschossiger Bau, Erdgeschoss mit Natursteinverblendung (Porphyrtuff), Obergeschosse mit verklinkert, Gliederungen in Porphyrtuff, abgeflachtes Walmdach, originale Eingangstür, Hintergebäude ehemals als Gefängnis genutzt, Fensterverdachungen und Kranzgesims aus Porphyrtuff. | 08971138 |
| Direkt Bild zu diesem Denkmal hochladen | Wohnhaus in geschlossener Bebauung | Straße der Freundschaft 48 (Karte)                                                                                             | Bezeichnet mit 1815 | Baugeschichtlich von Bedeutung, mit gut erhaltener ursprünglicher Fassadengliederung und datiertem Schlussstein im Segmentbogenportal. Zwei Geschosse, Satteldach, Porphyrtuffgewände, profiliertes Traufgesims. | 08970953 |
| Direkt Bild zu diesem Denkmal hochladen | Wohnhaus in geschlossener Bebauung | Straße der Freundschaft 50 (Karte)                                                                                             | Anfang 19. Jahrhundert | Baugeschichtlich von Bedeutung, zweigeschossiges Wohnhaus mit weitgehend erhaltener Biedermeierfassade, korbbogige Toreinfahrt mit strahlenförmigem Oberlicht. Fenster mit Porphyrtuffgewände, im Erdgeschoss profiliert. Zwei Achsen im Erdgeschoss durch Restauranteinbau verändert. Neue Dachausbauten. | 08970622 |
|                                         | Ehemalige Färberei und Blaudruckerei (Einzeldenkmal der Sachgesamtheit 08970429) | Teichgasse 4 (Karte) | Bezeichnet mit 1682 | Einzeldenkmal der Sachgesamtheit Schloss und Rittergut Frohburg; stattlicher Renaissancebau am Schlossteich in Blickachse des Schlosses, Sitznischenportal mit Beschlagwerkornament und Engelsköpfchen am Schlussstein, prägender Bau des Schlossbezirkes, wichtiges Zeugnis des regional bedeutenden Blaudrucks, baugeschichtlich, kunsthistorisch und ortsgeschichtlich von Bedeutung. Erdgeschoss massiv, Obergeschoss Fachwerk 1917/1921, 1975 Ortsmuseum eingerichtet. | 08970545 |
|                                         | Ehemaliges Vorwerk des Rittergutes Frohburg, Haupthaus mit Nebengebäude (Teichhaus Eschefeld) | Teichhaus 1 (Karte) | Um 1820 | Orts- und baugeschichtlich von Bedeutung, langgestrecktes Gebäude von klassizistischen Bauformen. Eingeschossig, 17-achsig, dreiachsiger zweigeschossiger Mitteltrakt mit Fachwerkobergeschoss. Ausgebautes Dachgeschoss. Stall Bruchstein. | 08971315 |
| Direkt Bild zu diesem Denkmal hochladen | Wohnhaus in halboffener Bebauung | Töpfergasse 9 (Karte) | Bezeichnet mit 1719 | Zweigeschossiges Wohnhaus, Massivbau mit profilierten Fenstergewänden, schönes Segmentbogenportal mit Schlussstein (Weberschiffchen). Fenster nach Sanierung verändert, Porphyrtuffrahmung erhalten, an rechter Hausseite profiliert, Eingang mit Schlussstein (Weberschiffchen) und Inschrift „1719“. | 08971283 |
| Direkt Bild zu diesem Denkmal hochladen | Wohnhaus in halboffener Bebauung | Töpfergasse 25 (Karte) | Um 1800 | Schlichtes zweigeschossiges Wohnhaus mit Mansarddach, originale Kubatur und Fassadengliederung, straßenbildprägend. Profilierte Fensterfaschen im Obergeschoss, aufgelegtes Gurtgesims, im Giebel Inschrift und Datierung 1890 (Erneuerung). | 08971282 |
| Direkt Bild zu diesem Denkmal hochladen | Wohnhaus in geschlossener Bebauung, ehemalige Kunsttöpferei Kurt Feuerriegel | Töpfergasse 29 (Karte) | Bezeichnet mit 1804 | Zweigeschossiges Wohnhaus mit schönem Segmentbogenportal, bau- und ortsgeschichtlich von Bedeutung. Kunsttöpferei Kurt Feuerriegel, bedeutender Keramiker des 20. Jahrhunderts, der von Dresden nach Frohburg zog, um hier das Töpferhandwerk wieder zu beleben Zweigeschossig, Porphyrtuffgewände, im Erdgeschoss profiliert, rundbogige Toreinfahrt, über Eingangstür Schlussstein mit Initial „B“, 1804. | 08971281 |
|                                         | Wohnhaus in Ecklage | Von-Falkenstein-Straße 2 (Karte)                                                                                               | Um 1898 | Mit Laden, reich gegliederter Gründerzeitbau mit Eckturm, städtebaulich prägend. Mit schräg gestelltem Eingangsrisalit, Eckturm, originale Putzgliederungen erhalten. | 08971327 |
| Direkt Bild zu diesem Denkmal hochladen | Mietshauszeile | Von-Falkenstein-Straße 14, 16, 18, 20 (Karte)                                                                                  | Um 1905 | Häuserreihe mit Jugendstilfassaden und durch Zwerchhäuser aufgelockerter Dachgestaltung, straßenbildprägend auch durch markante Giebeldekoration bei Nummer 20. Nummer 14 und 16 Erdgeschoss verputzt mit Nutung, Obergeschoss in Ziegel, Fensterfaschen und Brüstung verputzt, Nummer 16 Ziegel im Obergeschoss mehrfarbig glasiert, Nummer 18 und 20 auch im Erdgeschoss Ziegelfassade, Nummer 20 original erhaltene Eingangstür. | 08971331 |

## Ehemaliges Denkmal
| Bild                                    | Bezeichnung                    | Lage                               | Datierung              | Beschreibung | ID       |
| --------------------------------------- | ------------------------------ | ---------------------------------- | ---------------------- | --- | -------- |
| Direkt Bild zu diesem Denkmal hochladen | Wohnhaus in Ecklage Kirchplatz | Straße der Freundschaft 15 (Karte) | Anfang 19. Jahrhundert | Städtebaulich von Bedeutung durch markante Lage am Zugang zum Kirchplatz, im Obergeschoss Zuckerhut, eine Keramik von Kurt Feuerriegel, handwerklich-künstlerisch bedeutsam. Giebelwand abgewalmt, Porphyrtuffrahmung, Zuckerhut = ehemalige Kolonialwarenhandlung. Zwischen 2017 und 2024 aus der Denkmalliste gestrichen. | 08971274 |

## Tabellenlegende
- Bild: Bild des Kulturdenkmals, ggf. zusätzlich mit einem Link zu weiteren Fotos des Kulturdenkmals im Medienarchiv Wikimedia Commons. Wenn man auf das Kamerasymbol klickt, können Fotos zu Kulturdenkmalen aus dieser Liste hochgeladen werden:
- Bezeichnung: Denkmalgeschützte Objekte und ggf. Bauwerksname des Kulturdenkmals
- Lage: Straßenname und Hausnummer oder Flurstücknummer des Kulturdenkmals. Die Grundsortierung der Liste erfolgt nach dieser Adresse. Der Link (Karte) führt zu verschiedenen Kartendiensten mit der Position des Kulturdenkmals. Fehlt dieser Link, wurden die Koordinaten noch nicht eingetragen. Sind diese bekannt, können sie über ein Tool mit einer Kartenansicht einfach nachgetragen werden. In dieser Kartenansicht sind Kulturdenkmale ohne Koordinaten mit einem roten bzw. orangen Marker dargestellt und können durch Verschieben auf die richtige Position in der Karte mit Koordinaten versehen werden. Kulturdenkmale ohne Bild sind an einem blauen bzw. roten Marker erkennbar.
- Datierung: Baubeginn, Fertigstellung, Datum der Erstnennung oder grobe zeitliche Einordnung entsprechend des Eintrags in der sächsischen Denkmaldatenbank
- Beschreibung: Kurzcharakteristik des Kulturdenkmals entsprechend des Eintrags in der sächsischen Denkmaldatenbank, ggf. ergänzt durch die dort nur selten veröffentlichten Erfassungstexte oder zusätzliche Informationen
- ID: Vom Landesamt für Denkmalpflege Sachsen vergebene, das Kulturdenkmal eindeutig identifizierende Objekt-Nummer. Der Link führt zum PDF-Denkmaldokument des Landesamtes für Denkmalpflege Sachsen. Bei ehemaligen Kulturdenkmalen können die Objektnummern unbekannt sein und deshalb fehlen bzw. die Links von aus der Datenbank entfernten Objektnummern ins Leere führen. Ein ggf. vorhandenes Icon  führt zu den Angaben des Kulturdenkmals bei Wikidata.